# Kartause Aula Dei
Die Kartause Aula Dei ist ein ehemaliges Kartäuserkloster, etwa 10 km nördlich der Stadt Saragossa gelegen, in der spanischen Provinz Aragonien.

## Geschichte
Die Kartause wurde im Jahr 1563 durch Hernando von Aragón gegründet.

## Gemälde

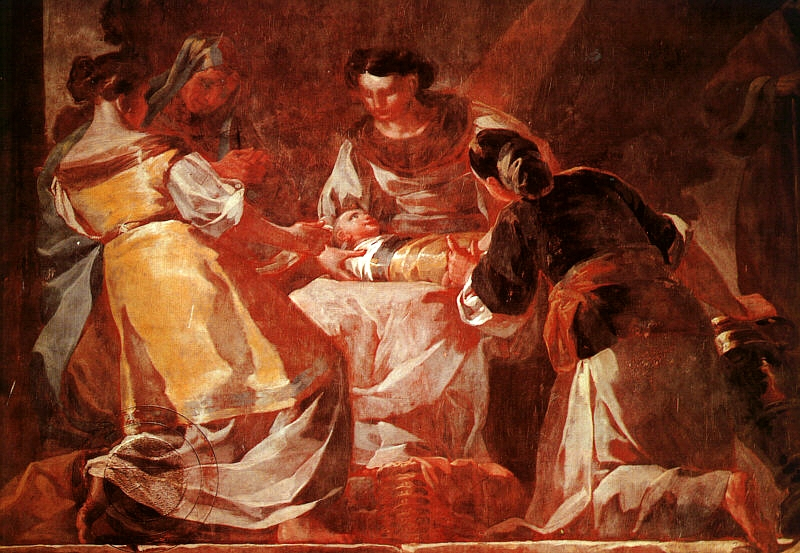
Ausschnitt aus Die Geburt der Jungfrau aus der Reihe der Gemälde von Francisco de Goya in der Kartause von Aula Dei, 1774.

Die Kartause ist besonders berühmt für die Gemälde von Francisco de Goya. Goya schuf religiöse Fresken, die das Leben der Mutter Gottes darstellen.

## Wechsel an die Gemeinschaft Chemin Neuf
Im Jahr 2011 beschlossen die Kartäuser, das Kloster zu verlassen und sich den Kartausen von Miraflores (Burgos) und Santa Maria Porta Coeli (Valencia) anzuschließen. Die Kartause Aula Dei wurde im Februar 2012 von der Geistlichen Gemeinschaft Chemin Neuf übernommen.